# Нитрат свинца(II)
Нитрат свинца(II) (динитрат свинца) — неорганическое химическое соединение с химической формулой Pb (NO3)2, соль азотной кислоты. В обычном состоянии — бесцветные кристаллы или белый порошок. Токсичен, канцерогенен, как и другие нитраты, обладает свойствами сильного окислителя. Хорошо растворим в воде.

## История
Исторически первое промышленное применение нитрата свинца (II) — это использование его в качестве сырья при производстве свинцовых пигментов, таких, как «хром жёлтый» (хромат свинца(II)), «хром оранжевый» (гидроксид-хромат свинца(II)) и аналогичных соединений свинца. Эти пигменты использовались для крашения текстильных изделий.
В 1597 немецкий алхимик Андреас Либавий первым описал нитрат свинца, дав ему название plumb dulcis и calx plumb dulcis, что означает «сладкий свинец» из-за его вкуса.
Процесс производства был и остаётся химически простым — растворение свинца в aqua fortis (азотная кислота), а затем очистка осадка. Тем не менее, производство оставалось мелким на протяжении многих веков, а о промышленном производстве в качестве сырья для производства других соединений свинца не сообщалось до 1835.
В XIX веке динитрат свинца стали производить на коммерческой основе в Европе и Соединённых Штатах.
В 1974 году в США потребление соединений свинца, за исключением пигментов и добавок в бензин, составляло 642 тонны.

## Физические свойства
Нитрат свинца хорошо растворяется в воде (52,2 г/100 г воды) с поглощением тепла, плохо растворяется в этиловом и метиловом спиртах, ацетоне.

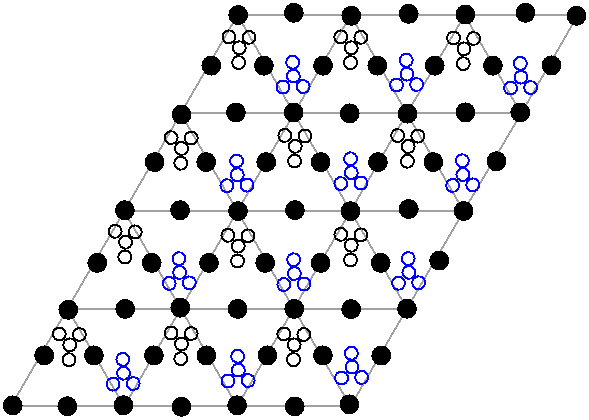
Кристаллическая структура динитрата свинца, плоскость [111

### Кристаллическая структура

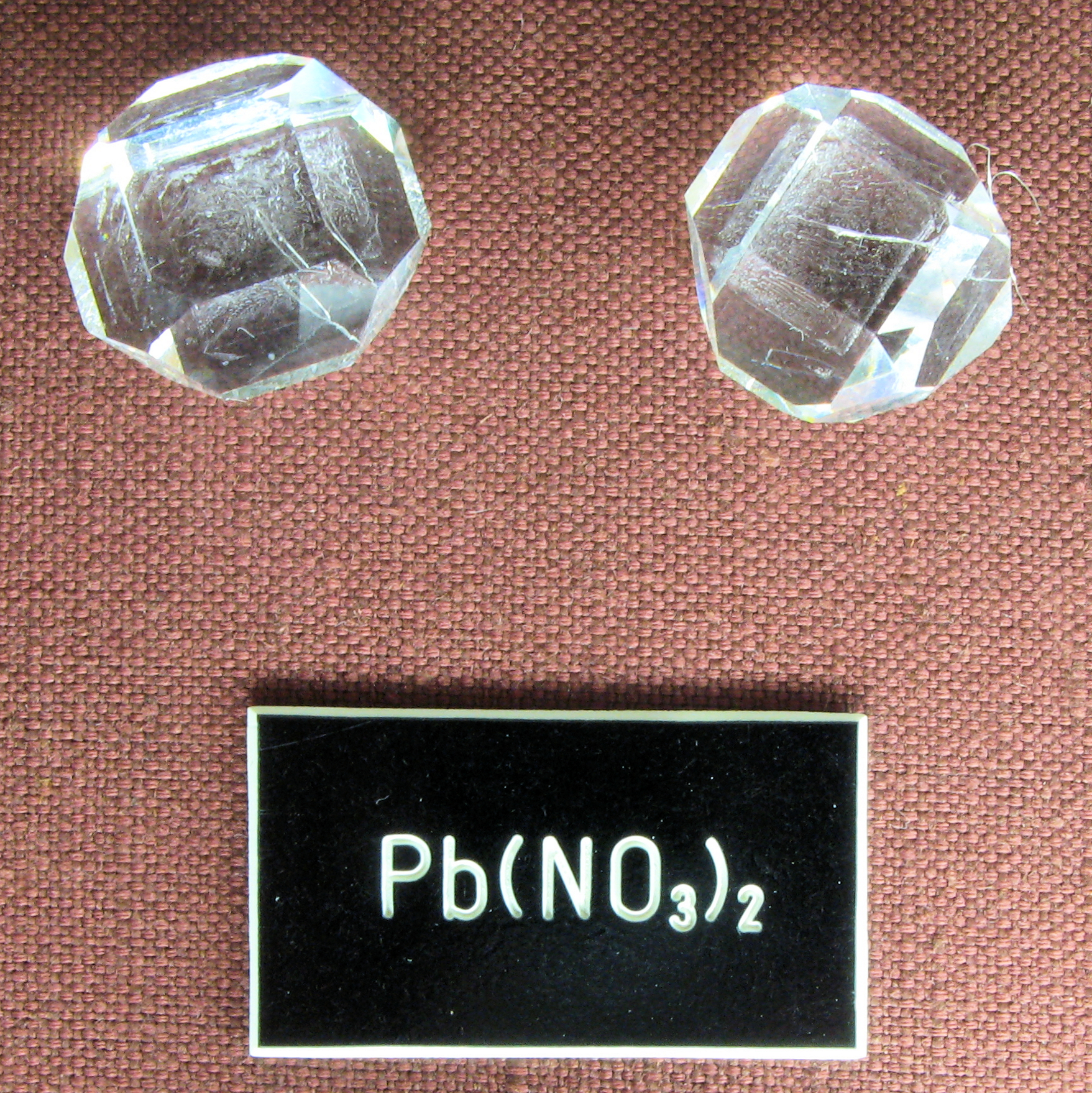
Монокристаллы динитрата свинца

Кристаллическая структура твёрдого динитрата свинца была определена с помощью нейтронной дифракции.
Нитрат свинца образует бесцветные диамагнитные кристаллы кубической сингонии, пространственная группа Pa3, параметры ячейки a = 0,784 нм, Z = 4, d = 4,530 г/см3. Каждый атом свинца окружён двенадцатью атомами кислорода (длина связи 0,281 нм). Все длины N—O связей одинаковы — 0,127 нм.
Интерес исследователей к кристаллической структуре нитрата свинца был основан на предположении свободного вращения нитратных групп в кристаллической решётке при высоких температурах, но это не подтвердилось.
Кроме кубической разновидности нитрата свинца была получена моноклинная форма, которая плохо растворима в воде даже при нагревании.

## Получение
Динитрат свинца не встречается в природе. Промышленные и лабораторные методы его получения сводятся к растворению в разбавленной азотной кислоте свинца, его оксида или гидроксида:
{\displaystyle {\mathsf {3Pb+8HNO_{3}\longrightarrow 3Pb(NO_{3})_{2}+2NO\uparrow +4H_{2}O}}}
{\displaystyle {\mathsf {PbO+2HNO_{3}\longrightarrow Pb(NO_{3})_{2}+H_{2}O}}}
{\displaystyle {\mathsf {Pb(OH)_{2}+2HNO_{3}\longrightarrow Pb(NO_{3})_{2}+2H_{2}O}}}
кислоту берут с избытком для подавления гидролиза и снижения растворимости нитрата свинца.
При очистке азотной кислотой отходов, содержащих свинец, например, при обработке свинцово-висмутных отходов на заводах, образуется динитрат свинца как побочный продукт. Эти соединения используются в процессе цианирования золота.

## Химические свойства
Динитрат свинца хорошо растворяется в воде, давая бесцветный раствор.
Растворимость сильно увеличивается при нагревании:
| Растворимость в воде, г/100 г | 45,5 | 52,2 | 58,5 | 91,6 | 116,4 |
| Температура, °C               | 10   | 20   | 25   | 60   | 80    |

Водный раствор диссоциирует на катионы свинца и нитрат-анионы:
{\displaystyle {\mathsf {Pb(NO_{3})_{2}\rightleftarrows Pb^{2+}+2NO_{3}^{-}}}}
Раствор нитрата свинца(II) подвергается гидролизу и имеет слабокислую реакцию, которая имеет показатель рН от 3,0 до 4,0 для 20 % водного раствора. При избытке ионов NO3− в растворе образуются нитратокомплексы [Pb(NO3)3]−, [Pb(NO3)4]2− и [Pb(NO3)6]4−. При повышении pH раствора образуются гидроксонитраты переменного состава Pb(OH)x(NO3)y, некоторые из них выделены в твёрдом состоянии.
Так как только динитрат и ацетат свинца(II) являются растворимыми соединениями свинца, то все остальные соединения можно получить обменными реакциями:
{\displaystyle {\mathsf {Pb(NO_{3})_{2}+2HCl\longrightarrow PbCl_{2}\downarrow +2HNO_{3}}}}
{\displaystyle {\mathsf {Pb(NO_{3})_{2}+H_{2}SO_{4}\longrightarrow PbSO_{4}\downarrow +2HNO_{3}}}}
{\displaystyle {\mathsf {Pb(NO_{3})_{2}+2NaOH\longrightarrow Pb(OH)_{2}\downarrow +2NaNO_{3}}}}
{\displaystyle {\mathsf {Pb(NO_{3})_{2}+2NaN_{3}\longrightarrow Pb(N_{3})_{2}\downarrow +2NaNO_{3}}}}
Любое соединение, содержащее катион свинца(II), будет реагировать с раствором, содержащим иодид-анион, с образованием осадка оранжево-жёлтого цвета (иодид свинца(II)). Из-за разительной перемены цвета эта реакция часто используется для демонстрации под названием золотой дождь:
{\displaystyle {\mathsf {Pb^{2+}+2I^{-}\longrightarrow PbI_{2}\downarrow }}}
Аналогичная реакция обмена проходит и в твёрдой фазе. Например, при смешении бесцветных иодида калия и динитрата свинца и сильном измельчении, например, перетиранием в ступке, происходит реакция:
{\displaystyle {\mathsf {Pb(NO_{3})_{2}+2KI\longrightarrow PbI_{2}+2KNO_{3}}}}
Цвет полученной смеси будет зависеть от относительного количества использованных реагентов и степени измельчения.
При растворении нитрата свинца в пиридине или жидком аммиаке образуются продукты присоединения, например, Pb(NO3)2·4C5H5N и Pb(NO3)2·n NH3, где n = 1, 3, 6.
Динитрат свинца является окислителем. В зависимости от типа реакции он может быть как Pb2+-ион, который имеет стандартный редокс-потенциал (E0) −0,125 В, или нитрат-ион, который в кислой среде имеет E0 +0,956 В.
При нагревании кристаллов динитрата свинца они начинают разлагаться на оксид свинца(II), кислород и диоксид азота, процесс сопровождается характерным треском. Этот эффект называется декрепитация:
{\displaystyle {\mathsf {2Pb(NO_{3})_{2}\longrightarrow 2PbO+4NO_{2}+O_{2}}}}
Благодаря этому свойству нитрат свинца иногда используется в пиротехнике.

## Применение
Динитрат свинца используется в качестве исходного сырья при производстве большинства других соединений свинца.
В связи с опасным характером данного соединения, в промышленной сфере отдаётся предпочтение использованию альтернативных соединений. Практически полностью отказались от использования свинца в красках.
Другие исторические применения данного вещества, например в спичках и фейерверках, также уменьшились или прекратились.
Динитрат свинца используется как ингибитор полимеров нейлона и других полиэфиров, в покрытиях фототермографической бумаги, а также в качестве зооцида.
В лабораторной практике динитрат свинца используется как удобный и надёжный источник тетраоксида диазота.
Используется для синтеза азида свинца, инициирующего взрывчатого вещества.
Примерно с 2000 года нитрат свинца(II) начал использоваться при цианировании золота. Для улучшения выщелачивания в процессе цианирования золота добавляется динитрат свинца, при этом используется очень ограниченное его количество (от 10 до 100 мг динитрата свинца на килограмм золота).
В органической химии динитрат свинца используется в качестве окислителя, например, в качестве альтернативы реакции Соммелета для окисления бензилов галогенидов до альдегидов. Он также нашёл применение для получения изотиоцианатов из дитиокарбаматов. Из-за своей токсичности он стал находить всё меньшее применение, но по-прежнему находит нерегулярное использование в SN1 реакции.

## Меры предосторожности
Динитрат свинца токсичен и канцерогенен, является окислителем и классифицируется (как и все неорганические соединения свинца) вероятно канцерогенное вещество для человека (категория 2А) со стороны Международного агентства по изучению рака. Следовательно, он должен обрабатываться и храниться с соблюдением соответствующих мер предосторожности для того, чтобы предотвратить вдыхание, приём внутрь или контакт с кожей. Из-за опасного характера и ограниченного применения вещество должно находиться под постоянным контролем. ПДК = 0,01 мг/м³.
При приёме внутрь может привести к острому отравлению, так же как и другие растворимые соединения свинца.
Отравления приводят к раку почек и глиоме у подопытных животных и раку почек, раку мозга и раку лёгких у людей, хотя исследования работников, подвергающихся воздействию свинца, часто осложнялись одновременным воздействием мышьяка.
Свинец известен как заменитель цинка в ряде ферментов, в том числе дегидратазы δ-аминолевулиновой кислоты (в биосинтезе гема) и пиримидин-5'-нуклеотидазы, которая важна для правильного метаболизма ДНК. Поэтому свинец может вызывать эмбриональные нарушения.